# Blanzay-sur-Boutonne
Blanzay-sur-Boutonne is een gemeente in het Franse departement Charente-Maritime (regio Nouvelle-Aquitaine) en telt 95 inwoners (2009). De plaats maakt deel uit van het arrondissement Saint-Jean-d'Angély.

## Geografie
De oppervlakte van Blanzay-sur-Boutonne bedraagt 5,9 km², de bevolkingsdichtheid is dus 16,1 inwoners per km².
De onderstaande kaart toont de ligging van Blanzay-sur-Boutonne met de belangrijkste infrastructuur en aangrenzende gemeenten.

## Demografie
Onderstaande figuur toont het verloop van het inwonertal (bron: INSEE-tellingen).